# Il mostro della cripta
Il mostro della cripta è un film commedia horror del 2021, diretto da Daniele Misischia. Il cast include Tobia De Angelis nel ruolo del protagonista e l'attore comico Lillo.

## Trama
Osservatorio di Roma, 1988: uno scienziato avvista qualcosa di misterioso, ma viene subito assassinato prima di poter comunicare la notizia alla comunità scientifica. L'azione si sposta su Giò, ragazzo che vive a Bobbio, un piccolo paese in cui c'è ben poco da fare e l'unica particolarità è un enorme pilone alto 20 metri. Come se non bastasse, ha una madre che gli sta sempre addosso e lo tratta da adolescente nonostante i vent’anni ormai compiuti. Il suo unico hobby è quello di creare film amatoriali: alcuni amici si lasciano coinvolgere, altre persone invece lo considerano negativamente proprio a causa di questa passione. In particolare Vanessa, ragazza tanto desiderata da Giò, accetta dapprima di recitare per lui, ma in seguito decide di snobbarlo completamente, cedendo alle lusinghe di un altro ragazzo.
Un giorno, leggendo un fumetto horror, Giò si rende conto che l'ambientazione ricorda moltissimo Bobbio: c'è il pilone, c'è una chiesa identica a quella del paese, ci sono persino delle persone che ricordano alcuni abitanti della cittadina. Accompagnato dall'amico Alberino, scopre che anche la chiesa di Bobbio, come quella del fumetto, include una cripta nascosta, e i due riescono a entrarvi e ad aprirne il sarcofago seguendo gli indizi presenti proprio nel fumetto. Il ragazzo ricomincia a lavorare sul suo film tuttavia, di lì a poco, la sua conoscente Sara viene brutalmente assassinata in quello che sembra un omicidio rituale. Giò è il primo a trovarla e viene incolpato del delitto proprio da Vanessa, che si rivolge alla polizia. L'assassino è tuttavia il Vice Commissario Valmont, che reagisce uccidendo il Commissario e dando la caccia a Vanessa.
Mentre la ragazza scopre a sue spese di essersi sbagliata sul conto di Giò, quest'ultimo scappa via e rintraccia Diego Busivirici, il fumettista che aveva scritto l'albo che tanto ricorda gli accadimenti di Bobbio. Il fumettista inizialmente respinge Giò, riconoscendo in lui il fan che lo tempestava di lettere da tempo, tuttavia alla fine decide di offrirgli ospitalità e rivela che gran parte del recente fumetto è copiato da un antico documento: Busivirici è solito "prendere spunti" per le sue opere. Il giorno dopo, nonostante un'iniziale reticenza, Giò convince Diego ad andare con lui a Bobbio per indagare sull'accaduto. Tornati al paese, scoprono che Valmont sta uccidendo chiunque esca di casa, tuttavia riescono a rifugiarsi da Alberino che ha costruito un rifugio in casa sua. Nel frattempo, l'amico comune Cristian viene ucciso da Valmont e Vanessa viene rintracciata dalla madre di quest'ultimo. La ragazza riesce però a scappare e persino a uccidere una dei Valmont cospargendola di benzina e dandole fuoco.
Aiutati da Fabienne, donna considerata pazza e un tempo legata ai Valmont (i quali hanno rapito suo figlio e lo crescono come se fosse proprio), Giò e i suoi amici riescono a entrare in casa Valmont: ne deriva una lotta in cui riescono a uccidere prima il padre e poi la madre del Vice Commissario, perdendo tuttavia Fabienne. In una stanza della casa, il gruppo scopre che il mostro liberato dalla cripta della chiesa è un alieno venerato come se fosse un dio, il primo di una serie di alieni intenzionati a usare Bobbio come primo approdo sulla Terra. Scappato via per paura, Diego Busivirici fa il suo ritorno appena in tempo per aiutare il gruppo a uccidere il Vice Commissario: ciò non impedisce al fratello di quest'ultimo di rapire Vanessa e portarla dall'alieno. Il gruppo raggiunge tuttavia il covo del mostro e scopre, grazie al figlio di Fabienne, che una pietra lì presente è l'unica arma in grado di uccidere l'alieno. Giò riesce ad assassinare il mostro e salvare Vanessa. La vita a Bobbio torna dunque alla normalità, con la differenza che la ragazza deciderà di fidanzarsi con il protagonista.

## Distribuzione
Il film è stato reso disponibile nei cinema a partire dal 12 agosto 2021, per poi approdare nel mercato on demand a partire dall'ottobre successivo.

## Produzione
Il film è nato da un'idea dei Manetti Bros., i quali hanno affermato di essersi ispirati alla loro adolescenza in cui erano soliti coinvolgere continuamente gli amici nella realizzazione di film amatoriali. Il film è stato scritto dai due assieme a Paolo Logli e Alessandro Pondi. Le altre personalità che hanno preso parte alla sua realizzazione, incluso il regista, sono state coinvolte successivamente.

## Accoglienza
Paolo Casella di MYmovies.it ha assegnato 3 stelle su 5 affermando: "I giovani interpreti - Tobia De Angelis, Amanda Campana, Eleonora De Luca e soprattutto Nicola Branchini - sono efficaci nelle loro caratterizzazioni vintage, ma la recitazione si solleva con l'entrata in scena di Lillo Petrolo nei panni del disegnatore disincantato ma ancora innamorato della filosofia romantica gucciniana". Comingsoon.it assegna all'opera 4 stelle su 5.

## Opere derivate
Il fumetto Squadra 666 - Il mostro della cripta, che appare all'interno del film, verrà distribuito a partire dal festival Lucca Comics & Games 2021. L'albo è stato scritto dal fumettista Alfredo Castelli.